# August Ludvig av Sachsen-Coburg-Gotha
August Ludvig av Sachsen-Coburg-Gotha, född den 13 juni 1818 i Wien, död 26 juli 1881 på Schloss Ebenthal , var en tysk prins. 
Han var son till Ferdinand av Sachsen-Coburg-Saalfeld (1785–1851) och hans maka Antonie von Kohary (1797–1862). August gifte sig 1843 med Clémentine av Orléans (1817–1907), dotter till Ludvig Filip I av Frankrike.

## Barn
- Philipp av Sachsen-Coburg-Gotha (1844–1921); gift i Bryssel 1875 med Louise av Belgien (1858–1924), (skilda 1906)
- Ludwig August av Sachsen-Coburg-Gotha (1845–1907); gift i Rio de Janeiro 1864 med Leopoldina av Brasilien (1847–1871)
- Clotilde av Sachsen-Coburg-Gotha (1846–1927); gift i Coburg 1864 med Josef Karl av Österrike (1833–1905)
- Amalie (1848–1894); gift 1875 med Maximilian , hertig i Bayern (1849–1893)
- Ferdinand I av Bulgarien (1861–1948), kung av Bulgarien 1887–1918